# ماريانو مارتينيز (ممثل أرجنتيني)
ماريانو مارتينيز (بالإسبانية: Mari Ano Martinez)‏ هو ممثل أرجنتيني، ولد في 5 ديسمبر 1978 في La Boca ‏ في الأرجنتين.

## وصلات خارجية
- ماريانو مارتينيز على موقع IMDb (الإنجليزية)
- ماريانو مارتينيز على موقع ميوزك برينز (الإنجليزية)
- ماريانو مارتينيز على موقع ديسكوغز (الإنجليزية)
- ماريانو مارتينيز على موقع قاعدة بيانات الفيلم (الإنجليزية)